# Rolf Oerter
Rolf Oerter (* 27. Juni 1931 in Würzburg; † 24. Mai 2024) war ein deutscher Psychologe und Professor für Entwicklungspsychologie. Er hat diese in Deutschland entscheidend mitgeprägt und strukturiert.

## Leben und Wirken
Oerter war von 1952 bis 1955 zunächst Lehrer für die Volksschule. 1960 erlangte er das Diplom in Psychologie an der Universität Würzburg. 1963 wurde er dort promoviert und 1969 habilitierte er ebenfalls in Würzburg. Von 1969 bis 1981 war er Lehrstuhlinhaber in Augsburg, dann wechselte er an die Ludwig-Maximilians-Universität München (LMU), wo er den Lehrstuhl für Entwicklungspsychologie von 1981 bis 1999 leitete. In den Jahren 1989 bis 1991 war er Dekan der Fakultät für Psychologie und Pädagogik.
Oerter wurde der Fachöffentlichkeit durch das Standardwerk Entwicklungspsychologie bekannt, das er zusammen mit Leo Montada bereits in der 6. Auflage (2008) herausgegeben hat.
Oerter war ab dem Sommersemester 1999 als emeritierter Professor weiterhin an der LMU tätig. Er hielt u. a. weiter Vorträge und betreute Doktoranden; auch war er Mitglied im Beirat der Giordano-Bruno-Stiftung.
In seinen späteren Lebensjahren war er mit Esther Vilar liiert. Er lebte und arbeitete in München und London. Oerter starb am 24. Mai 2024 im Alter von 92 Jahren.

## Auszeichnungen
- 2010: Preis der Schweizer Margrit-Egnér-Stiftung in Anerkennung der Beiträge zur Anthropologischen Psychologie
- 2003: Bundesverdienstkreuz am Bande

## Forschungsschwerpunkte
- Menschenbild im Kulturvergleich – die intuitive (naive) Philosophie vom Menschen
- Musikpsychologie – Musik hören, Musik machen, Erwerb von Expertise
- Delfintherapie – Empirische Forschung zur Wirkungsweise der Tier-Mensch-Interaktion
- Innovation in Kindergarten und Schule: Bessere Nutzung des entwicklungspsychologischen, kognitionspsychologischen und lernpsychologischen Wissens für Unterricht und Bildung
- Evaluationsforschung: Die Gründung der Aton Schule in München wurde von ihm wissenschaftlich begleitet und in einem Abschlussgutachten empfohlen. Im Juli 2006 hat das Bayerische Staatsministerium für Unterricht und Kultus die Weiterführung der Schule genehmigt.

## Veröffentlichungen (Auswahl)
Als Autor
- Psychologie des Spiels. Taschenbuch. Beltz, Weinheim 1999.
- Spieltherapie: Ein handlungstheoretischer Ansatz. In: G. Röper, C. v. Hagen, G. Noam (Hrsg.): Entwicklung und Risiko. Perspektiven einer Klinischen Entwicklungspsychologie. Kohlhammer, Stuttgart 2001, S. 117–138.
- Spiel. In: Beate Herpertz-Dahlmann, F. Resch, Michael Schulte-Markwort, A. Warnke (Hrsg.): Entwicklungspsychiatrie. Schattauer Verlag, Stuttgart 2003, S. 136–150.
- Play as a crucial activity in leisure and labour. In: W. C. Kriz, Th. Eberle (Hrsg.): Bridging the gap: Transforming knowledge into action through gaming and simulation. Ostler Druck, Passau 2004.
- mit Leo Montada: Entwicklungspsychologie. 5., vollständig überarbeitete Auflage. Beltz/PVU, Weinheim 2002.
- Der Mensch, das wundersame Wesen. Was Evolution, Kultur und Ontogenese aus uns machen. Springer, Heidelberg 2014.
- Kultur als Freund, Feind und Herr der Evolution. Pabst Science Publishers, Lengerich 2016.

Als Herausgeber
- mit C. v. Hagen, G. Röper, G. Noam: Klinische Entwicklungspsychologie. Ein Lehrbuch. Psychologie Verlags Union, Weinheim 1999.
- mit S. Höfling: Mitwirkung und Teilhabe von Kindern und Jugendlichen (= Berichte und Studien der Hanns-Seidel-Stiftung. Band 83). Atwerb Verlag, München 2001.
- mit Th. H. Stoffer: Musikpsychologie. Band 1: Allgemeine Musikpsychologie (= Enzyklopädie der Psychologie. Musikpsychologie. Band 1). Hogrefe Verlag, Göttingen 2005.
- mit Th. H. Stoffer: Musikpsychologie. Band 2: Spezielle Musikpsychologie (= Enzyklopädie der Psychologie. Musikpsychologie. Band 2). Hogrefe Verlag, Göttingen 2005.